# Открытый чемпионат Майами по теннису 2025
Открытый чемпионат Майами 2025 (по спонсорским причинам известный как Miami Open 2025) — профессиональный теннисный турнир, который разыгрывался на открытых хардовых кортах оборудованных на территории «Hard Rock Stadium».
Турнир-2025 является 6-м по счёту, проводящимся здесь. В этом году мужское соревнование относилось к категории ATP Masters 1000 с призовым фондом в 9,1 миллиона долларов, а женское — к категории WTA 1000 с призовым фондом в 8,9 миллиона в той же валюте.
Соревнования проходили в Майами-Гарденс с 18 по 30 марта 2025 года. Турнир входил в серию соревнований, расположенную в календаре между Открытым чемпионатом Австралии и Открытым чемпионатом Франции.
Прошлогодние победители:
- в мужском одиночном разряде —  Янник Синнер
- в женском одиночном разряде —  Даниэль Коллинз
- в мужском парном разряде —  Рохан Бопанна и  Мэттью Эбден
- в женском парном разряде —  София Кенин и  Бетани Маттек-Сандс

## Общая информация
Все игроки, представляющие Россию и Беларусь, выступавшие на флоридских кортах, были заявлены в нейтральном статусе.
Прошлогодний чемпион мужского одиночного турнира — Янник Синнер — пропускал новое соревнование из-за отстранения ВАДА, полученного за сданный положительный допинг-тест. В его отсутствие посев возглавил Александр Зверев (тогдашняя вторая ракетка мира). Финалист турнира 2018 года задержался в сетке до четвёртого раунда, а титул достался Якубу Меншику. Несеянный чех на пути к общей победе пять раз играл против сеянных оппонентов, а в финале справился с шестикратным чемпионом турнира Новаком Джоковичем. 20 из 32 сеянных дошли до третьего раунда, а Меншик был последним несеянным игроком в сетке с четвертьфинальной стадии. Сильнейшим участником квалификации в основной сетке стал Адам Уолтон. Австралиец проиграл в финале отбора, но получил место в основе после позднего снятия Хуберта Хуркача. В основе Адам дошёл до четвёртого раунда.
Лидером посева в женском одиночном турнире стала Арина Соболенко (№ 1 в мире на тот момент). Белорусская спортсменка подтвердила свой статус, не уступив за шесть матчей соревнования ни сета. В четвёртом раунде она справилась с прошлогодней чемпионкой Даниэль Коллинз, а в финале переиграла четвёртую сеянную Джессику Пегулу. Чемпионат был отмечен победной серией Александры Эалы: 19-летняя филиппинка попала в сетку по специальному приглашению и прошла до полуфинала, последовательно обыграв Елену Остапенко, Мэдисон Киз и Игу Свёнтек (тогдашних 25-ю, 5-ю и 2-ю ракетку мира). 20 из 32 сеянных вышли в третий раунд, здесь же проиграли четыре сильнейших представительницы квалификации в основной сетке.
Лидерами посева в мужском парном турнире стали Марсело Аревало и Мате Павич (лидеры рейтинга в тот период). Представители Сальвадора и Хорватии успешно прошли шесть матчей турнира, выиграв титул. Во втором раунде они выбили из сетки одного из прошлогодних чемпионов — Мэттью Эбдена (игравшего в команде с Джоном Пирсом), а в финале справились с Джулианом Кэшем и Ллойдом Гласспулом. Второй прошлогодний чемпион — Рохан Бопанна — также играл турнир (в паре с Иваном Додигом) и уступил уже на старте. Пять из восьми сеянных команд добрались до четвертьфинала.
Лидерами посева в женском парном турнире стали Катерина Синякова и Тейлор Таунсенд (1-я и 2-я ракетки мира в тот период). Чешка и американка не уступили ни сета до полуфинала, но на этой стадии проиграли на решающем тай-брейке Кристине Букше и Мию Като. Титул же достался Мирре Андреевой и Диане Шнайдер, выигравшим три из пяти матчей турнира на решающих тай-брейках, в том числе и у испанки с японкой в финале. Прошлогодние чемпионки — София Кенин и Бетани Маттек-Сандс — не защищали свой титул, но обе принимали участие в соревнованиях: Кенин (в паре Людмилой Киченок) уступила во втором раунде, а Маттек-Сандс (в паре с Марией Боузковой) уступила на старте. Шесть из восьми мест в четвертьфиналах заняли несеянные участницы.

## Соревнования

### Мужчины. Одиночный турнир
- Якуб Меншик обыграл  Новака Джоковича со счётом 7-6(4) 7-6(4).
- Меншик выиграл дебютный одиночный титул в сезоне и за карьеру в основном туре ассоциации.
- Джокович сыграл 1-й одиночный финал в сезоне и 142-й за карьеру в основном туре ассоциации.

### Женщины. Одиночный турнир
- Арина Соболенко обыграла  Джессику Пегулу со счётом 7-5 6-2.
- Соболенко выиграла 2-й одиночный титул в сезоне и 19-й за карьеру в основном туре ассоциации.
- Пегула сыграла 3-й одиночный финал в сезоне и 17-й за карьеру в основном туре ассоциации.

### Мужчины. Парный турнир
- Марсело Аревало /  Мате Павич обыграли  Джулиана Кэша /  Ллойда Гласспула со счётом 7-6(3) 6-3.
- Аревало выигрывает 2-й парный титул в сезоне и 15-й за карьеру в основном туре ассоциации.
- Павич выигрывает 2-й парный титул в сезоне и 41-й за карьеру в основном туре ассоциации.

### Женщины. Парный турнир
- Мирра Андреева /  Диана Шнайдер обыграли  Кристину Букшу /  Мию Като со счётом 6-3 6-7(5) [10-2].
- Андреева выигрывает 2-й парный титул в сезоне и за карьеру в основном туре ассоциации.
- Шнайдер выигрывает 2-й парный титул в сезоне и за карьеру в основном туре ассоциации.